# 寺忠
寺忠（?—?），又作寺思，戰國時期越国大夫。
前375年，太子诸咎杀害父亲越王翳，自己也被越人杀死，越国陷入内乱。寺忠之兄寺區平定内乱，拥立错枝（孚错枝、王子搜）为王，错枝躲到山洞里。前373年，寺区拥立越王無余（初无余之、莽安、之侯）即位。前361年，寺忠弑殺無余，立無顓為越王。